# 雙湖 (科羅拉多州亞當斯縣)
雙湖（英語：Twin Lakes）是位於美國科羅拉多州亞當斯縣的一個人口普查指定地區。

## 地理
雙湖的座標為39°49′30″N 105°00′16″W / 39.82500°N 105.00444°W，而該地最高點為海拔高度1591米（即5220英尺）。

## 人口
根據2010年美國人口普查的數據，雙湖的面積為4.3平方千米，均為陸地。當地共有人口6101人，而人口密度為每平方千米1,418人。